# Verdi-Renaissance
Die Verdi-Renaissance bezeichnet die Wiederbelebung der künstlerischen und wissenschaftlichen Auseinandersetzung mit dem Werk von Giuseppe Verdi in den 1920er- und 1930er-Jahren in Deutschland. Die wichtigsten Protagonisten der Verdi-Renaissance waren der Schriftsteller Franz Werfel (1890–1945) und der an der Semper-Oper in Dresden tätige Dirigent Fritz Busch (1891–1951).

## Vorgeschichte
Verdi war auf deutschen Opernbühnen zunächst durchaus erfolgreich. Bis in die Mitte des 19. Jahrhunderts wurden viele seiner Opern schon bald nach der Uraufführung auch an deutschsprachigen Bühnen gespielt. So wurde etwa die 1842 uraufgeführte Oper Nabucco, mit der Verdi in Italien seinen Durchbruch erzielt hatte, bereits 1843 in Wien als erste Verdi-Oper auf einer deutschsprachigen Bühne aufgeführt. 

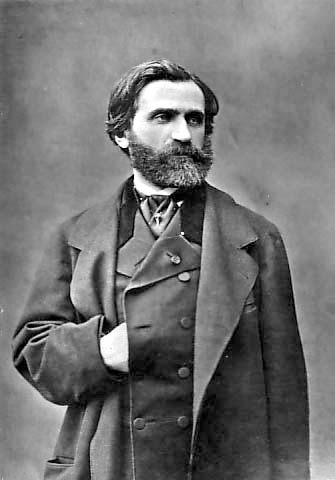
Giuseppe Verdi – Galleria nazionale d’arte moderna e contemporanea Roma.

Ab der Mitte des 19. Jahrhunderts hatten es Verdi-Opern in Deutschland jedoch zunehmend schwer, weniger beim Publikum als in der Fachwelt, bei Kritikern, Musikexperten und Komponisten-Kollegen. Die Kritik galt zum einen den von Verdi vertonten Libretti, die als „schauderhaft“, mitunter auch als „ekelhafte Geschichten“ oder schlicht als „Blödsinn“ (so einige Kommentare zu Rigoletto) abgelehnt wurden: Besonders heftig fiel die Abneigung gegen die auf Dramen von Schiller basierenden Operntexte wie Giovanna d’Arco (1845), I masnadieri (1847) und Luisa Miller (1849), später auch Don Carlos (1867), die als unwürdige „Verballhornungen“ der Stoffe des deutschen Dichterfürsten besonders verschrien waren. Ein führender Vertreter der Verdi-Kritik in der zweiten Hälfte des 19. Jahrhunderts war der einflussreiche Wiener Musikkritiker Eduard Hanslick.
Zum anderen galt der Fachwelt die Musik Verdis gegenüber einer „philosophisch reflektierten“ deutschen Musik als banal, geistlos und trivial, als oberflächliches „Hm ta ta“ oder als „Dudel-“ und „Leierkastenmusik“. Die Hannoversche Zeitung urteilte beispielsweise anlässlich der deutschen Erstaufführung des Rigoletto: „Die Musik gibt dem Text an Gemeinheit nichts nach. […] [Es] fehlt an allem Geist, an jeder Ahnung, dass der Komponist begriffen habe, was eine Oper sein könne und deshalb auch solle.“ Bekannt wurde in diesem Zusammenhang auch eine Äußerung von Richard Strauss: „Gestern Abend Aida, scheußlich. Indianermusik.“ Akzeptiert wurden allenfalls die Spätwerke Otello und Falstaff, denen aber wiederum Epigonentum, also die Nachahmung Wagners nachgesagt wurde, wobei „erst der Einfluss Wagners […] Verdis ‚banale’ Melodik ‚künstlerisch geadelt’“ habe.
Der vermeintliche Gegensatz zwischen Verdi und Wagner spielte bei der Bewertung des Werks Verdis zu dieser Zeit eine große Rolle. wobei Wagner als Erneuerer der deutschen Oper für all das stand, was man bei Verdi vermisste.
Dieser Gegensatz wurde zu einer Dichotomie divergierender Nationalcharakter hochstilisiert – oberflächliche, italienische Melodienseeligkeit standen deutschem Tiefsinn und Ernst gegenüber:

„Von Bedeutung ist dabei das dichotomische Denkmodell, das sich in der Musikkritik des 19. Jahrhunderts in Zusammenhang mit der Gegenübersetzung von Rossini und Beethoven konstituiert und erhalten hat und das eine Reihe gegensätzlicher begrifflicher Kategorien des musikästhetischen Urteils herausbildet, die im Denken und Schreiben über Musik auch noch im frühen 20. Jahrhundert Anwendung finden: zum Beispiel die Gleichsetzung italienischer Musik mit Vokalmusik, Melodie, Sinnlichkeit, Schönheit als Antithese zur deutschen Musik, die mit Instrumentalmusik, Harmonie, Wahrheit, Geist gleichgesetzt wird. Die Konfrontation von Wagner und Verdi weitet sich um 1900 im Rahmen der Idee einer Hegemonie der deutschen Musik, der eine Reihe gelehrter deutscher Musiker und Kritiker beipflichten, zu einem Kulturgegensatz aus.“

Am Ende des 19. Jahrhunderts gehörten noch sieben Opern Verdis zum Repertoire deutscher Opernhäuser: Rigoletto, Il trovatore, La Traviata, Un ballo in maschera, Aida, Otello und Falstaff, ohne aber häufig aufgeführt zu werden. Zentrale Werke wie Macbeth, Simon Boccanegra oder Don Carlos waren auch an großen Bühnen entweder noch gar nicht oder nur kurz nach der Uraufführung gespielt worden. Auch eine systematische musikwissenschaftliche Auseinandersetzung mit dem Werk Verdis fand in Deutschland zu dieser Zeit nicht statt.

## Die deutsche Verdi-Renaissance
Eine erste Änderung dieser Situation zeichnete sich 1913 im Umfeld des 100. Geburtstags Verdis ab, als eine Reihe von Fachaufsätzen über diesen erschien. Verdi wurde dabei jedoch häufig weniger als Komponist ernst genommen, sondern mit einer kulturkritischen Tendenz beispielsweise als naturverbundener, bodenständiger Charakter gerühmt, wobei die Selbststilisierung Verdis als „Bauer“ (tatsächlich war Verdi Großgrundbesitzer) gern aufgegriffen wurde. Zu einer umfassenden Neubewertung des Werks Verdis kam es vor dem Ersten Weltkrieg nicht mehr und erst recht nicht während des Krieges, in dem Italien seit 1915 auf der Seite der Gegner Deutschlands und Österreichs stand.

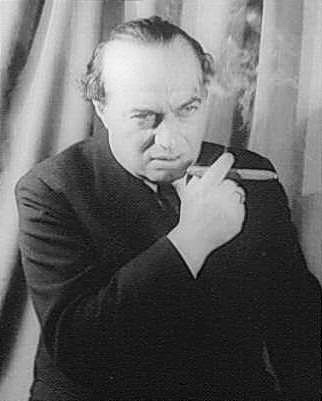
Franz Werfel, fotografiert 1940 von Carl van Vechten

Die umfassende Neubewertung setzte erst 1924 mit dem (seit 1911 konzipierten) Roman Werfels  Verdi. Roman der Oper ein. Werfel griff in der Handlung seines Romans bewusst den Gegensatz zu Wagner auf, indem er eine fiktive Begegnung der beiden Komponisten darstellte. Der Roman war in den 1920er-Jahren ein Bestseller, von dem bis 1929 rund 60.000 Exemplare verkauft wurden. Werfel übersetzte außerdem einige Libretti von Verdi-Opern ins Deutsche, so 1925 Die Macht des Schicksals (La forza del destino), 1929 Simone Boccanegra (Simon Bonccanegra) und 1932 Don Carlos, weitere Übersetzungen (geplant war zunächst I Lombardi) kamen nicht mehr zustande, weil Werfel aus Deutschland emigrieren musste.
Diese Libretto-Übersetzungen entsprachen insofern dem Zeitgeschmack, als an den Bühnen in Deutschland und Österreich damals (und noch bis in die 1960er-Jahre) anders als heute italienische Opern fast immer in deutschen Übersetzungen gespielt wurden. Dabei waren die Libretti Werfels weniger Übersetzungen als freie Nachdichtungen, wobei sich Werfel auch nicht scheute, sinnverändernde Korrekturen vorzunehmen, so etwa in der Schlussszene von Simon Boccanegra. Werfel setzte sich auch weiter mit Verdi auseinander, so in den Aufsätzen Verdi und die Romantik (1926) und Verdis dunkle Epoche (1926). Zusammen mit dem Musikhistoriker Paul Stefan besorgte Werfel 1926 die deutsche Erstveröffentlichung der Briefe Verdis. Damit war auch eine Basis für die weitere wissenschaftliche Befassung mit dem Thema gelegt.

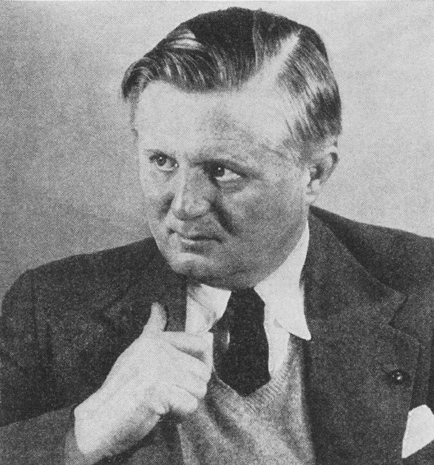
Fritz Busch um 1930

War Werfel der literarische Protagonist, so wurde an den Opern-Häusern der Dirigent Fritz Busch zur treibenden Kraft der Verdi-Renaissance. Seine Inszenierung der Macht des Schicksals auf Basis des Werfel-Librettos in Dresden 1926 gilt als der eigentliche Beginn der Verdi-Renaissance in Deutschland. Busch brachte „in seiner Ära als Musikdirektor der Dresdner Staatsoper (1922–1933) zahlreiche musikalisch exemplarische Verdi-Produktionen heraus“. An der Verdi-Renaissance war außerdem Georg Göhler maßgeblich beteiligt, der als Generalmusikdirektor des Landestheaters Altenburg 1928 Macbeth in einer eigenen Übersetzung herausbrachte.
Die Verdi-Renaissance im engeren Sinn endete abrupt am 7. März 1933, als an der Semper-Oper ein hauptsächlich aus SA- und NSDAP-Mitgliedern bestehendes Publikum Busch zu Beginn einer Aufführung von Rigoletto niederschrie und ihn vom Pult vertrieb, wobei Orchester und Sänger die Aufführung trotzdem (ohne ihren Dirigenten) fortsetzten. Busch hatte jüdische Künstler unterstützt und sich selbst den Avancen von Regimeführern verweigert. Er emigrierte kurze Zeit zunächst nach Großbritannien und später nach Argentinien.
Werfel gehörte ab 1933 zu den in Deutschland indizierten Autoren, er emigrierte 1938 (nach dem „Anschluss“ Österreichs) in die USA. Auch ohne die beiden wichtigsten Protagonisten, setzte sich die Wiederbelebung von Verdi-Opern fort. Verdi wurde „in der Zeit des Nationalsozialismus mit physischen wie geistigen Merkmalen der germanischen Rassenideologie in Verbindung gebracht und im Sinne der Volkserziehung funktionalisiert“. In den 30er-Jahren spielten mehr und mehr deutschen Opernbühnen Verdi, wobei sich kleinere Häuser häufig auf selten gespielte frühe Verdi-Opern verlegten, Werke, die oft erst jetzt zu ihrer deutschen Erstaufführung kamen. In der Spielzeit 1937/38 war Verdi – noch vor dem von den Spitzen des Regimes hofierten Wagner – in Deutschland erstmals der Opernkomponist mit den meisten Aufführungen. Die Verdi-Renaissance setzte sich sogar in der Kriegszeit fort: In der Spielzeit 1942/43, also mitten im II. Weltkrieg, war an den deutschen Opernhäusern nicht Wagner (1047 Aufführungen), sondern Verdi (1876 Aufführungen) der beliebteste Komponist.

## Ursachen der Neubewertung
Für die fundamentale Neubewertung der Werke Verdis in den 1920er-Jahren, die die deutschen Spielpläne bis heute beeinflusst, konnte mehrere Gründe haben: Neben einer veränderten Kulturpolitik in den 1920er-Jahren, einer generellen „Abkehr vom Wagnerismus“ und einer diffusen Sehnsucht nach dem Süden, Leichtigkeit und Einfachheit sind auch soziologische Gründe zu nennen: So hatte das Ende der traditionellen Hoftheater nach 1918/19 eine verstärkte Kommerzialisierung der Opernhäuser zur Folge. Die Intendanten mussten nun, um ihre Häuser zu füllen und sich gegen die gleichzeitig aufkommende neue Konkurrenz durch Film, Revue und Operette zu behaupten, mehr auf publikumswirksame Stücke setzen. Dafür bot Verdi gute Voraussetzungen, zumal Bravourstücke aus seinen Opern durch das neue Medium Schallplatte nun auch einem breiteren Publikum bekannt wurden.

## Nachwirkungen
Seit der Spätphase der Verdi-Renaissance in der Zeit des Nationalsozialismus – seit der Spielzeit 1937/38 – ist Verdi der meistgespielte Komponist an deutschen Opernhäusern. Neben der ’’trilogia populare’’ – Rigoletto, Il trovatore und La Traviata – gehören heute Nabucco, Macbeth, Luisa Miller, Un ballo in maschera, Simon Boccanegra, Don Carlos, Aida, Otello und Falstaff zum Standardrepertoire deutscher Opernhäuser. Große Opernhäuser wie München, Berlin, Hamburg oder Wien haben ständig mehrere Verdi-Opern im Spielplan. Darüber hinaus ist Verdi heute auch mit Abstand der Opernkomponist mit den meisten Einspielungen auf Tonträgern.

Aufführungen von Verdi- und Wagner-Opern an deutschen Bühnen:
| Spielzeit | Verdi | Wagner |
| --------- | ----- | ------ |
| 1906/07   | 713   | 1.668  |
| 1916/17   | 780   | 1.456  |
| 1926/27   | 1.439 | 1.772  |
| 1931/32   | 1.420 | 1.385  |
| 1932/33   | 1.265 | 1.837  |
| 1936/37   | 1.401 | 1.515  |
| 1937/38   | 1.405 | 1.402  |
| 1938/39   | 1.440 | 1.154  |
| 1942/43   | 1.876 | 1.047  |
| 1956/57   | 1.901 | 821    |